# Jürgen Goslar
Jürgen Goslar (* 26. März 1927 in Oldenburg; † 5. Oktober 2021) war ein deutscher Schauspieler und Regisseur, Synchronsprecher, Rezitator und Maler.

## Leben
Nach dem Krieg studierte er Theaterwissenschaften und gab dann in Köln 1948 in Heinrich von Kleists Der zerbrochne Krug sein Bühnendebüt. Rasch avancierte Goslar am Theater sowohl in klassischen als auch modernen Stücken zu einem bedeutenden Darsteller.
Jürgen Goslar wohnte in Ainring; seine Tochter Isabel aus erster Ehe war mit dem Schauspieler Jürgen Prochnow verheiratet. Aus zwei weiteren Ehen gingen zwei Söhne hervor.

### Theater
Seine Theaterstationen als Schauspieler waren Köln, Neuss, Krefeld, Bonn, Baden-Baden, Hamburg (Thalia Theater) und München (Residenztheater). Rollenauswahl u. a.: Titelrolle in Hamlet, Petruccio in Der Widerspenstigen Zähmung, Proctor in Hexenjagd, Titelrolle in Ein Mann Namens Judas, Pelegrin in Santa Cruz. Außerdem: Jason, Orest, Pylades, Bassanio, Cassio, Benvolio und viele mehr.
Auf Tournee ging er zuletzt als Schauspieler mit den Stücken: Kennen Sie die Milchstraße? (1988) mit Hans Jürgen Diedrich als Partner und Wer hat Agatha Christie ermordet? (1990) mit Klaus Wennemann als Partner.
Zwischendurch inszenierte er am Theater (Bonn, München, Hamburg), dort zuletzt Friedrich Hebbels Maria Magdalena (1987), Johann Wolfgang von Goethes Egmont (1989), Arthur Millers Der Preis (1990).

### Kino
Einem breiten Publikum bekannt wurde er ab Mitte der 50er Jahre durch Rollen in verschiedenen Kinoproduktionen. Er spielte unter anderem in den Filmen Wo der Wildbach rauscht (1956), Wir Wunderkinder (1958), Und ewig singen die Wälder (1959), Der letzte Zeuge (1960) und in dem österreichischen Film Fegefeuer.
Für einige erfolgreiche Kinoproduktionen und Fernsehspiele mit renommierten deutschen und internationalen Schauspielern zeichnete Goslar als Regisseur verantwortlich; so entstanden unter anderem Kinoproduktionen wie Das Mädchen und der Staatsanwalt (1962) mit dem jungen Götz George und Elke Sommer, der Thriller Neunzig Minuten nach Mitternacht (1962) mit Christine Kaufmann und Martin Held.
Später folgte die Literaturverfilmung … und die Nacht kennt kein Erbarmen (1974) nach dem Roman Entmündigt von Heinz Günther Konsalik, der Abenteuerfilm Der flüsternde Tod (1976) mit Christopher Lee und Slavers – Die Sklavenjäger (1976) mit Trevor Howard. Bei den drei letztgenannten Filmen war er auch der Produzent. 1978 hatte er die Herstellungsleitung bei dem Softsexfilm Melody in Love.

### Fernsehdarsteller
Für das Fernsehen übernahm er einige Rollen: 1956 besetzte ihn John Olden in Keiner stirbt leicht, 1959 stand er für Hans Lietzau mit der Titelrolle des Herbert Engelmann vor der Kamera.
Unter der Regie von Hans Quest spielte er die Hauptrolle des Atomforschers Clive Freeman in dem sechsteiligen Krimi Es ist soweit (1960), eine der ersten Francis-Durbridge-Verfilmungen im deutschen Fernsehen (später auch noch als Robert Drury in der Durbridge-Verfilmung Der Besuch).
In Die Zeit und die Conways (1960) spielte er den Gerald Thornton an der Seite von Inge Meysel.
Im Gedächtnis bleiben auch Rollen wie der Hektor (Jean Giraudoux: Der trojanische Krieg findet nicht statt, Regie: R. G. Sellner), der Söller in Goethes Die Mitschuldigen (Regie: Hans Schweikart) und Mozarts Figaro (Regie: K. Wilhelm), Playback live, Weihnachten 1956.
Er übernahm zahlreiche Gastauftritte in Krimireihen wie Die fünfte Kolonne, Der Kommissar, Der Alte, Derrick oder Das Kriminalmuseum; Serien, für die er unter anderem dann auch Regie führte.
In den 1990er Jahren trat er nur sporadisch vor die Kamera, so unter anderem in Ein unvergessliches Wochenende in Venedig (1993), in der Serie Der Nelkenkönig (1994) oder in dem humorigen Stück Tote sterben niemals aus (1996), bei dem er auch Regie führte.
Zu seinen jüngsten Auftritten als Darsteller zählten die Rolle des Rainer Pohl in T.E.A.M. Berlin – Der Kreuzzug (2000), die Rolle des Arno von Stahl in Medicopter 117 – Jedes Leben zählt (2002) sowie die 2004 gedrehten Fernsehspiele Georgisches Liebeslied (Regie: Tatiana Brandrup), die Inga-Lindström-Verfilmung Sterne über dem Liljesund (2005) und die Rolle des Vaters in den Serien Siska (2006) und Der Dicke (2012).

### Fernsehregie
Seine Laufbahn als Fernsehregisseur begann 1958 mit Romeo und Jeanette (Jean Anouilh), damals noch live. Zu Goslars Regiearbeiten für das Fernsehen zählen neben den erwähnten Krimiserien beispielsweise: Fast ein Poet (O’Neill, 1961), Klabunds Der Kreidekreis (1962) und in Mexiko acht Folgen von B. Travens Die Baumwollpflücker (1963), Jörg Preda reist um die Welt (1965), mit Pinkas Braun, Der Rivonia-Prozeß (1966), Im Busch von Mexiko – Das Rätsel B. Traven (1967, mit Gerd Heidemann), Mexikanische Revolution (1968), 53 Folgen Gestern gelesen mit Erik Schumann, die Krimiserie Diamantendetektiv Dick Donald (1971), mit Götz George als Titelheld, und Ende der 80er Jahre, in Zusammenarbeit mit Gero Erhardt, der Quotenrenner Das Erbe der Guldenburgs, in der Goslar auch die Rolle des Dr. Max von Guldenburg verkörperte.

### Arbeit in Apartheid-Regimen
In den damals von weißen Siedlerregimen regierten Ländern des südlichen Afrikas, Rhodesien (heute: Simbabwe) und Südafrika, betätigte Goslar sich mehrfach als Filmschaffender, obwohl diese Regime generell für restriktive Zensurbestimmungen bekannt waren. Der als Abenteuerfilm vermarktete Streifen Whispering Death – „Der flüsternde Tod“ (1976) – basierend auf dem gleichnamigen Roman des rhodesischen Siedlers Daniel Carney – wurde während der völkerrechtswidrigen Kriegshandlungen der weißen Siedler gegen die Oppositionsbewegung der afrikanischen Mehrheitsbevölkerung gedreht, als Regisseur arbeitete Goslar im Apartheid-Südafrika an der ZDF-Serie Diamantendetektiv Dick Donald (1971) mit Götz George in der Hauptrolle oder für den ZDF-Film Der Rivonia Prozess (1966), in dem er neben der Regie auch die Rolle des Mandela-Anklägers Percy Yutar übernahm.

### Lehrer, Maler, Dichter
Jürgen Goslar war Schauspiellehrer, unter anderem an der Ludwig-Maximilians-Universität München und als Professor an der Universität für Musik und darstellende Kunst Graz. Gleichzeitig entwickelte Jürgen Goslar eine Leidenschaft zum Malen und für das Schreiben von Gedichten. Es folgten einige Ausstellungen und ein Buch zu seinen Bildern.

### Sprecher, Rezitator
Ab 1950 war Goslar in rund 200 Hörspielen an allen deutschen Sendern zu hören, von denen etliche allerdings bei den Rundfunkanstalten nicht mehr verfügbar sind. Nicht nur als Hamlet, Orest, Clavigo usw., sondern auch als Ödipus in Deutsch und Altgriechisch.
Bei Ariola erschienen damals die ersten Schallplatten (Berühmte Balladen, Berühmte Monologe).
Neben seiner umfangreichen Arbeit für Theater, Film und Fernsehen hielt Jürgen Goslar Rezitationsabende ab, wobei er sich zum Rilke-Spezialisten entwickelte; schon als junger Schauspieler präsentierte er in Rezitationsabenden die Duineser Elegien, so auch während der Salzburger Festspiele 1980. Er arbeitete weiterhin als Sprecher bei zahlreichen Hörbuchproduktionen: Werke von Rilke, Goethe, Schiller, Heine, Morgenstern, Ringelnatz, Tucholsky in eigenen CDs.
Er machte sich auch als Synchronsprecher einen Namen: Er sprach u. a. Toshirō Mifune in Rashomon, Peter O’Toole in Becket, Stephen Boyd in Ben Hur.
Außerdem bearbeitete er Romane und Theaterstücke und schrieb diverse Filmdrehbücher.

## Hörspiele (Auswahl)
- Die Stimme hinter dem Vorhang von Gottfried Benn – Regie: Gert Westphal – SWF, 1955
- Der Schatz im Silbersee von Karl May, als Indianerhäuptling Winnetou – NWDR, 1955
- Am grünen Strand der Spree von Hans Scholz, als Jürgen Wilms – SWF, 1957
- Paul Temple und der Conrad-Fall von Francis Durbridge – BR, 1959
- Paul Temple und der Fall Conrad von Francis Durbridge, als Inspektor Ullersberg – WDR, 1961
- Nur über meine Leiche von Francis Durbridge – SDR, 1963
- Gestatten, mein Name ist Cox von Rolf und Alexandra Becker, 6-teilige Serie – BR, 1965
- 1967: Christa Reinig: Das Aquarium – Regie: Raoul Wolfgang Schnell
- Mord im Pfarrhaus von Agatha Christie – BR, 1970
- Kein Mann steigt zweimal in denselben Fluss von Edward Boyd – SWF/HR/SFB, 1971
- Wildtöter von Benno Schurr nach James Fenimore Cooper als Chingachgook – Maritim, 1973

## Filmografie (Auswahl)
- 1956: Unheimliche Begegnungen
- 1956: Wo der Wildbach rauscht
- 1958: Wir Wunderkinder
- 1959: Und ewig singen die Wälder
- 1960: Es ist soweit
- 1960: Der letzte Zeuge
- 1962: Liebling, ich muß dich erschießen
- 1962: Das Mädchen und der Staatsanwalt
- 1963: Ein Todesfall wird vorbereitet
- 1963: Das Kriminalmuseum – Die Fotokopie
- 1964: Das Kriminalmuseum – Der Füllfederhalter
- 1965: Klaus Fuchs – Geschichte eines Atomverrats
- 1967: Im Busch von Mexiko – Das Rätsel B. Traven
- 1968: Die mexikanische Revolution
- 1970: Der Kommissar – Anonymer Anruf
- 1973: Der Kommissar – Die Nacht, in der Basseck starb
- 1974: … und die Nacht kennt kein Erbarmen (Vreemde wereld)
- 1976: Whispering Death – „Der flüsternde Tod“
- 1976: Derrick – „Der unbegreifliche Typ“ (S02F09)
- 1976–1985: Derrick (Fernsehserie, drei Folgen)
- 1978: Slavers – Die Sklavenjäger
- 1984: Der Besuch
- 1987: Das Erbe der Guldenburgs (Fernsehserie, 13 Folgen)
- 2008: Das Geheimnis des Königssees
- 2008: Der Alte – Folge 327: Die Nacht kommt schneller als du denkst
- 2012: Der Dicke
- 2013: Hubert und Staller – Die ins Gras beißen

## Synchronisationen (Auswahl)
- Carlo Giustini in Messalina (Rolle: Lucius Geta)
- Laurence Harvey in Das Mädchen Tamiko (Rolle: Ivan Kalin)
- Stephen Boyd in Ben Hur (Rolle: Messala)

## Auszeichnungen
Zu den Auszeichnungen, die er während seines Schaffens erhielt, zählen der 1. Preis des São Paulo International Film Festivals sowie drei Goldene Bildschirme der Zeitschrift TV Hören und Sehen als beliebtester Darsteller (1959–1961).